# Живая церковь

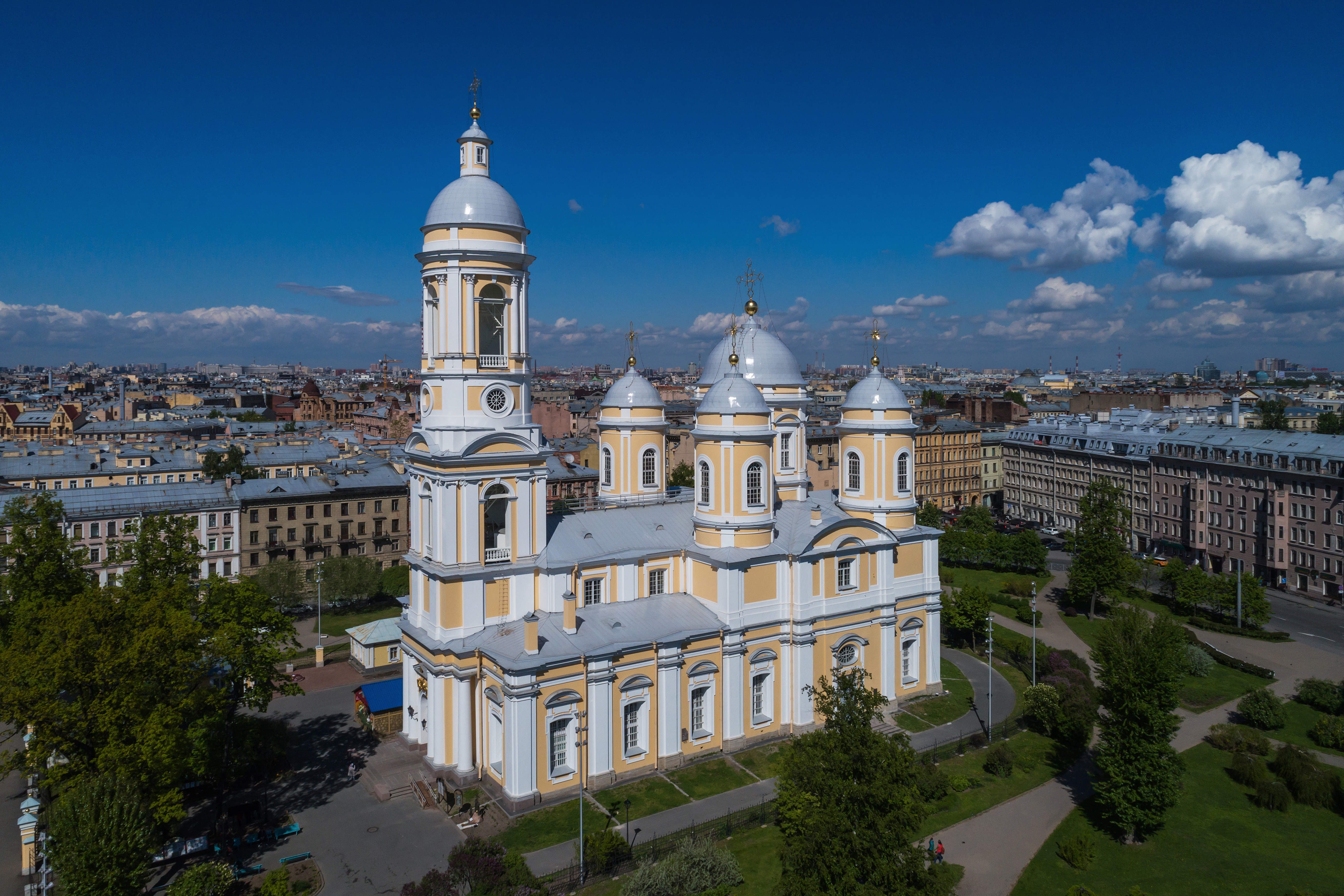
Князь-Владимирский собор — в 1922—1927 годы — главный собор «Живой церкви»

«Жива́я Це́рковь» (неофициально — живоцерко́вники, «живцы́») — обновленческая организация, возникшая в мае 1922 года при активной поддержке Государственного политического управления при НКВД РСФСР. Лидером «Живой Церкви» всё время её существования являлся «протопресвитер» Владимир Красницкий. Хотя при своём формировании «Живая церковь» в мае 1922 года декларировала широкие реформы в церковной жизни, в том числе пересмотр догматов, но фактически деятельность «Живой церкви» свелась к борьбе за привилегии белого духовенства и искоренение «контрреволюции» в Церкви, вплоть до желания стать частью карательной системы советского государства. Литургические реформы «Живой церковью» отвергались.
В первые месяцы своего существования объединяла практически всё обновленчество, и потому дала ему неофициальное название. После «Всероссийского съезда белого духовенства и мирян „Живая Церковь“ 1922 года» в августе 1922 года противоречия между её руководителями стали непримиримыми, после чего от неё отделяются многие её члены, создав другие обновленческие организации — «Союз церковного возрождения» и «Союз общин древлеапостольской церкви». Освобождённый из-под домашнего ареста патриарх Тихон осудил «Живую Церковь» и обновленчество вообще, что существенно подорвало положение всех обновленческих организаций. В сентябре 1923 года Владимир Красницкий объявил о разрыве возглавляемой им «Живой Церкви» с образованным месяцем ранее обновленческим Священным Синодом, однако большинство членов «Живой Церкви» не пошли за Красницким, оставшись верными обновленческому Синоду, а сама «Живая Церковь», утратив поддержку советской власти, превратилась в небольшую локальную группировку сторонников Красницкого, которых со временем становилось всё меньше. Со смертью Красницкого в 1936 году и началом большого террора в 1937 году «Живая церковь» окончательно исчезла.

## История

### Предыстория
30 марта 1922 года Л. Д. Троцкий пишет программную записку, которой говорилось о необходимости содействия «реформации» в Церкви «под советским знаменем», чтобы с помощью «сменовеховского» духовенства «повалить контрреволюционную часть церковников», а затем, «не давая сменовеховским вождям очухаться», превратить их начинание в «выкидыш». Предложенный тогда Троцким план борьбы с Церковью был одобрен Политбюро и начал проводиться в жизнь, в первую очередь силами органов ГПУ.
6 мая привлечённый к московскому процессу против духовенства и мирян патриарх Тихон за сопротивление изъятию церковных ценностей был взят под домашний арест в своей резиденции на Троицком подворье.
9 мая в Москву прибыли члены «Петроградской группы прогрессивного духовенства» — протоиерей Александр Введенский, священник Евгений Белков, псаломщик Стефан Стадник. Целью поездки была агитация за изъятие церковных ценностей и установление более тесных контактов с московской оппозицией в связи с выходом первого номера журнала «Живая Церковь». Вместе с приехавшим ранее Владимиром Красницким они установили контакты с единомышленниками — московскими священниками Сергеем Калиновским, Иваном Борисовым, Владимиром Быковым и находившимися в Москве саратовскими протоиереями Николаем Русановым и Сергием Ледовским. Калиновский к тому времени подготовил к печати № 1 журнала «Живая Церковь». Было принято решение дать будущей организации то же название.
12 мая 1922 года представители петроградского духовенства встретились с саратовскими священниками Сергием Ледовским и Николаем Русановым, согласившимся участвовать в церковном расколе. В тот же день они встретились с московским священником Сергием Калиновским, который сообщил, что в ближайшее время выйдет из печати первый номер основанного им журнала «Живая Церковь», по поводу которого он уже давно вёл переписку с петроградцами. Тут же было решено, что новое движение будет называться «Живая церковь».
12 мая поздним вечером священники Александр Введенский, Владимир Красницкий, Евгений Белков, Сергей Калиновский и псаломщик Матфей Стадник прибыли на автомобиле к Троицкому подворью на Самотёке, где их уже ждал начальник конвоя. Калиновский струсил и остался в передней, а остальных работники ГПУ проводили вверх по лестнице в приёмную Патриарха и присутствовали при встрече. 16 мая обновленцы вновь встретились с Патриархом Тихоном, получили от него письмо к митрополиту Ярославскому Агафангелу (Преображенскому), и 17 мая Красницкий отбыл на правительственном автомобиле в Ярославль.
18 мая Введенский, Белков и Калиновский опять явились к Патриарху и потребовали («сыновне испрашиваем благословения Вашего Святейшества») передать им патриаршую канцелярию. Требование было предъявлено в виде документа под названием Докладная записка Инициативной группы прогрессивного духовенства Живая Церковь и с подписью «Вашего Святейшества недостойнейшие слуги: Введенский, Белков, Калиновский»; на этом документе Патриарх наложил резолюцию, в которой поручил «поименованным ниже лицам принять и передать … синодские дела … [и дела] по Московской епархии» архиереям Российской Православной Церкви митрополиту Агафангелу (Преображенскому) и епископу Клинскому Иннокентию (Летяеву), а до его прибытия епископу Верненскому Леониду (Скобееву).
Решение о передаче канцелярии обновленцы истолковали как передачу им церковной власти. Вечером 18 мая в одной из московских гостиниц, где проживал Александр Введенский, состоялось первое оргсобрание нового ВЦУ. На собрание прибыл епископ Леонид (Скобеев), который сразу согласился возглавить управление.
19 мая во второй половине дня, ближе к вечеру, Патриарх Тихон переехал в Донской монастырь и на год заключили «под строжайшей охраной, в полной изоляции от внешнего мира, в квартирке над монастырскими воротами, в которой раньше жили архиереи, находившиеся на покое». 20 мая на Троицкое подворье прибыли члены нового Управления, с тем чтобы приступить к плановым работам по устранению «тихоновского» духовенства.

### Оформление в централизованную организацию и идеология
29 мая 1922 года на Троицком подворье состоялось «Учредительное собрание», на котором движение «Живая Церковь» оформилось организационно: был принят программный документ под названием «Основные положения группы православного духовенства и мирян „Живая Церковь“», а также сформирован «Центральный комитет» (ЦК) и президиум «Живой церкви» во главе со священником Владимиром Красницким. В книге «Очерки по истории русской церковной смуты» отмечалось, что новообразованный «Центральный комитет» представлял собой «штаб священника В. Д. Красницкого, который сразу же задался целью создать стройную централизованную организацию, состоящую из особо отобранных людей, по типу политической партии»". По словам вошедшего в состав ЦК «Живой церкви» Евгения Белкова, взаимоотношения между Высшим Церковным Управлением (ВЦУ) и Центральным комитетом (ЦК) группы «Живая Церковь» — были аналогичны взаимоотношениям между ВЦИК и ЦК РКП(б). То есть «Живая Церковь» должна была стать неким аналогом большевистской партии для всего обновленческого движения, ВЦУ во главе с Антонином (Грановским) оказались по отношению к ЦК «Живой Церкви» и Красницкому в подчинённом положении. В целом группа «Живая церковь», по мысли её организаторов, должна была играть роль авангарда обновленческого движения.
Священник Владимир Красницкий разработал устав, главными лозунгами которого стали женатый епископат, пресвитерское управление и единая касса. Целями «Живой Церкви» провозглашались:

а) пересмотр действующих законов о церковном управлении с целью выяснения, какие из них аннулированы самой жизнью и даже вредны для церкви;
б) пересмотр церковной догматики с целью выделения тех особенностей, которые были внесены в неё бывшим в России строем;
в) пересмотр церковной литургики с целью выяснения и устранения тех наслоений, которые внесены в православное богослужение пережитым периодом союза Церкви и государства, и обеспечение свободы пастырского творчества в области богослужения, без нарушения совершительных обрядов таинств;
г) пересмотр положения о приходе в связи с современными условиями церковной жизни;
д) пересмотр церковной этики и разработка учения о христианской общественной жизни применительно к социальным задачам, выдвигаемым переживаемым временем;
е) вообще — пересмотр и изменение всех сторон жизни церковной, какие повелительно требуются современной жизнью.
— «Живая Церковь». 1922. № 3. С. 11-12
Тем не менее, как указывается в книге «Очерки по истории русской церковной смуты», подлинной задачей Красницкого было «разъяснение белому духовенству его сословных интересов и сплочение его для борьбы с иерархами. К этому по существу сводилась вся программа Красницкого: разговоры о каких-либо более широких реформах вызывали у него, как он сам говорил, головную боль». «Сохраняя для видимости архиерейскую власть, Красницкий сделал всё, чтобы превратить её в фикцию. Абсолютное большинство архиереев старого поставления должно было, по его мысли, лишиться власти; хорошо было бы лишить их также жизни и свободы; но об этом, как рассчитывал Красницкий, позаботится его друг Е. А. Тучков. Взамен этих старых архиереев было намечено рукоположение новых, женатых епископов, обязанных своими кафедрами исключительно ему, Красницкому. Женатость архиерея была верным ручательством того, что он навсегда останется верным „Живой Церкви“ (ведь никто, кроме живоцерковников его архиерейства не признаёт). Однако власть даже этого архиерея должна быть ограничена епархиальным управлением, состоящим из священников — ставленников „Живой Церкви“. Архиерею принадлежало лишь право председательствовать в епархиальном управлении. Без санкции управления архиерей не мог даже перевести священника из одного храма в другой или назначить псаломщика. Если учесть, что в каждой епархии был ещё особый „духовный чиновник“ — уполномоченный ВЦУ (что-то вроде комиссара от „Живой Церкви“), который мог отменить любое решение епархиального управления и по существу сместить архиерея, направив соответствующую рекомендацию в ВЦУ, то следует признать, что архиерей-живоцерковник играл жалкую роль. Это была лишь декоративная фигура для торжественных церемоний». Отвергая власть епископов в Церкви, Красницкий «столь же решительно отвергал влияние мирян на церковные дела <…> За мирянами программа „Живой Церкви“ признавала право играть роль в церковных делах лишь при условии, если они являются членами группы „Живая Церковь“; в то же время подчёркивалось, что мирянин должен безоговорочно подчиняться приходской дисциплине и не смеет ничего предпринимать без санкции своего батюшки».

### В зените влияния
Лето 1922 года стало временем наибольшего усиления «Живой Церкви». Обманом и угрозами её представители добивались захвата власти в православных епархиях, требуя признания обновленческого ВЦУ высшей церковной властью. Уполномоченные ВЦУ поддерживали контакт с местными органами власти и составляли для них доклады о церковной жизни на местах. В случае если живоцерковники встречали отпор со стороны правящих архиереев, те подвергались репрессиям со стороны советских властей. В книге «Очерки по истории русской церковной смуты» приводится то, каким образом это достигалось: «Всюду и везде на местах, под руководством комиссаров Красницкого, были организованы епархиальные управления из священников, признавших „Живую Церковь“. В некоторых епархиях это управление возглавлял архиерей; в тех епархиях, где архиерей оказывался несговорчивым, он обычно сразу же „исчезал“ за тяжёлыми воротами местной тюрьмы. Это, конечно, как объясняли живоцерковники, было всегда совершенно случайным совпадением. Затем ВЦУ увольняло его на покой. <…> Епархиальное управление явочным порядком брало власть в свои руки». При этом советская государственная пресса «до сентября 1922 года также освещала события церковной жизни в исключительно благожелательном для „Живой Церкви“ духе».
На протяжении лета 1922 года «Живая церковь» при активной поддержке советской власти численно возрастала. «Живую Церковь» со дня её образования активно поддержало сибирское духовенство. 9 июня 1922 года было образовано Сибирское Церковное Управление (СибЦУ) во главе с томским священником Петром Блиновым. К августу 1922 года из 97 правящих архиереев 37 признали платформу «Живой Церкви», 36 высказались против обновленческой организации, 24 не определили своего отношения к происходившему.
В подготовленном Информационным отделом ГПУ в августе 1922 года обзоре политико-экономического состояния РСФСР отмечалось: «Раскол среди духовенства, охвативший своим движением почти всю Россию, последнее время замедлился. Это объясняется тем, что обновленцы до некоторой степени исчерпали весь запас попов, которые, благодаря расколу, пошли за реформаторами. Надо сказать, что контингент вербованных состоит из большого количества пьяниц, обиженных и недовольных князьями церкви, что в значительной мере способствует развитию антагонизма между двумя основными течениями духовенства. Сейчас приток прекратился, ибо более степенные, истинные ревнители православия к ним не идут, среди них последний сброд, не имеющий авторитета среди верующей массы».
6-16 августа 1922 года в Москве в здании 3-го Дома советов (бывшей Московской духовной семинарии) проходил Всероссийский съезд «Живой Церкви», на который прибыли 190 делегатов из 24 епархий. Среди участников были 8 архиереев: архиепископы Антонин (Грановский) и Евдоким (Мещерский), епископы Макарий (Павлов), Виталий (Введенский), Вассиан (Пятницкий), Иоанникий (Чанцев), Иоанн (Альбинский), Николай (Федотов). Почётными гостями стали представители Константинопольского и Александрийского патриархов архимандриты Иаков (Димопуло) и Павел (Катаподис). Председатель съезда протоиерей Владимир Красницкий приложил все усилия, чтобы реализовать программу, дающую привилегии белому духовенству. В результате докладов были приняты резолюции о немедленном закрытии монастырей, лишении сана Патриарха Тихона, разрешении брачного епископата и второбрачия духовенства. На съезде были переизбраны Высшее церковное управление и центральный комитет «Живой Церкви». В центральный комитет ЖЦ, разделённый на президиум и пленум, вошли 25 человек. В состав президиума были избраны протоиерей Владимир Красницкий — председателем, протоиерей Алексей Нименский — заместителем, протоиерей Дмитрий Соловьёв — ответственным секретарём, протоиерей Николай Братановский и протодиакон Покровский. В состав пленума, включая членов президиума, вошли все остальные избранные. По окончании съезда архиепископы Антонин (Грановский) и Евдоким (Мещерский) были возведены в сан митрополита, епископы Виталий (Введенский) и Иоанникий (Чанцев) в сан архиепископа, а Красницкий избран протопресвитером «Живой Церкви». Некоторые наиболее активные делегаты-священники были награждены саном протоиерея и назначены уполномоченными ВЦУ в свои епархии. Богослужебные вопросы на съезде прямо не рассматривались.
Начальник 6-го отделения Секретного отдела ГПУ Е. А. Тучков, курировавший насаждение обновленческого раскола, во время съезда «Живой Церкви» выяснил, что внутри обновленческого раскола наметились три течения. Первое считало поведение «группы Красницкого» слишком левым и стремилось к умеренности, что сближало это течение с Антонином (Грановским). Второе течение стояло «на точке зрения нерушимости канонов». Наконец, было третье течение, «левее группы КРАСНИЦКОГО, которое стоит за недопущение к управлению епископов и требует бесцеремонного к ним отношения». Лидером «третьего течения», иначе «левого крыла», или «левой группы» «Живой Церкви», стал мирянин Александр Иванович Новиков

### Расколы и ослабление влияния
Решения данного съезда вызвали недовольство в обновленческой среде. В этой ситуации власть решила организовать процесс распада обновленчества, оформив его с максимальной выгодой для себя, так как война между обновленческими течениями заставляла каждое из них искать расположения властных органов. Кроме того, для привлечения в обновленческий раскол новых людей требовались и новые лидеры, и новые лозунги. 20 августа 1922 года митрополит Антонин с амвона объявил о создании Союза церковного возрождения (СЦВ), главной целью которого стала защита монашества и идеалов аскетизма. 24 августа 1922 года в Московском Заиконоспасском монастыре состоялось собрание сторонников СЦВ, на котором присутствовало более 100 человек духовенства и до 300 мирян. Митрополит Антонин объявил о снятии с себя санов митрополита и архиепископа, полученных от «Живой Церкви» и отказался от должности председателя ВЦУ. Допустив раскол в рядах обновленчества и оставив без внимания доносы Красницкого, что Антонин (Грановский) «становится знаменем контрреволюции», власти показали, что уже не рассматривают «Живую церковь» как приоритетную обновленческую группировку. Влияние «Живой церкви» и Красницкого начало клониться к закату. Уже в конце августа — сентябре многие члены «Живой церкви», недовольные крайними взглядами Красницкого, перешли в «Союз церковного возрождения».
22 сентября 1922 года епископ Антонин, протестуя простив снятия епископом Корнилием (Поповым) с себя монашества и включения его в ВЦУ, в Заиконоспасском монастыре официально объявил о выходе из состава ВЦУ и прекращении евхаристического общения с группой «Живая церковь». В заявлении для печати он указал, что выходит из состава ВЦУ, потому что «уполномоченные группы „Живая церковь“ на местах совершают целый ряд насилий над невинными людьми только за то, что они не принимают программы группы „Живая церковь“» 23 сентября ВЦУ постановило снять Антонина со всех занимаемых им должностей. Кроме СЦВ Красницкому пришлось бороться и с «левым крылом». 3 октября 1922 года на расширенном пленуме ЦК «Живой Церкви», прошедшем на Троицком подворье в Москве, Красницкий констатировал, что Новиков, «вопреки групповой дисциплине, на заседаниях ВЦУ часто голосовал против предложений К[омите]та, поддерживая группу Антонина и тем подрывая, как авторитет группы, так и дисциплину среди её членов. <…> Под знаменем „Живой Церкви“, пытался организовать какое-то особое, „левое“ течение, которое должно было, по его мнению, играть роль примирителя двух обновленческих групп в ВЦУ. Им была выработана особая программа своей группы, которая… должна была иметь своею целью провести на Соборе отказ от догмата Приснодевства Богородицы и аннулирование целых пяти таинств, что уже никак не могло говорить о его православии. Такая деятельность Новикова… и его „широкая программа реформ“ не могут ни в коем случае быть терпимы в группе „Живая Церковь“». В тот же день А. И. Новиков был «единогласно» исключён из «Живой Церкви».
К середине октября 1922 года руководство СССР изменило политику в отношении обновленчества. Для успешного противостояния Патриаршей Церкви государству нужна была консолидированное обновленчество, а потому его развал был на этом этапе невыгоден. Поэтому ГПУ приступило к сплочению распадающегося обновленчества. После проведённых переговоров, Антонин дал согласие вновь возглавить ВЦУ с условием равного представительства всех групп, однако наотрез отказался признать женатый епископат и второбрачие духовенства. 16 октября 1922 года был сформирован коалиционный состав Высшего Церковного Управления, куда вошли представители трёх групп: «Живой Церкви», «Союза Церковного Возрождения» и «Левой группы „Живой Церкви“». Тогда же протоиерей Александр Введенский объединился с А. И. Новиковым и «Левой группой „Живой Церкви“», образовав «Союз общин древлеапостольской церкви» (СОДАЦ). СОДАЦ стал активно пополняться новыми членами, причём часто это были бывшие живоцерковники. СОДАЦ начал превращаться во влиятельную группировку, став главным конкурентом «Живой Церкви» внутри обновленческого раскола, оттеснив СЦВ. При этом популярность СОДАЦ была главным образом обусловлена всеобщим отвращением, которое вызывала «Живая Церковь». К январю 1923 года в ведение СОДАЦ перешло Троицком подворье в Москве, где по примеру «Живой Церкви» был организован Центральный комитет СОДАЦ.
Несмотря на раскол, «Живая церковь» всё равно продолжала пополняться новыми членами. На территории Украинской ССР начало активной деятельности по насаждению обновленчества отставал на несколько месяцев, и только осенью стал разворачивался процесс повсеместного формирования ячеек «Живой Церкви» и захвата ими церковной власти. Не сразу появилась «Живая церковь» и в Белоруссии. Только в октябре 1922 года усилиями священника Михаила Свидерского, назначенного уполномоченным ВЦУ, в Витебске был создан губернский комитет группы «Живая Церковь». В этих условиях советская власть сделала ставку именно на «Живую Церковь». 31 октября 1922 года Антирелигиозная комиссия (АРК) при ЦК РКП(б) постановила «взять более твердую ставку на группу „Живой Церкви“», оказывая именно ей приоритетную поддержку.
Выборы делегатов на обновленческий «поместный собор» проходили в условиях ожесточённой борьбы между сторонниками СОДАЦ и «Живой Церкви»; СЦВ отказался от борьбы за голоса. Накануне «поместного собора» СОДАЦ («за несколько дней до открытия собора») и «Живая Церковь» (27 — 28 апреля 1923 года) провели в Москве свои «предсоборные съезды». На прошедшем в Москве с 29 апреля по 9 мая 1923 года обновленческом поместном соборе представители «Живой церкви» доминировали: из около 500 делегатов 200 представляли Живую церковь, 116 — СОДАЦ, 10 — СЦВ, остальные делегаты числились «беспартийными». Собор принял решение об осуждении и лишении сана Патриарха Тихона, а также ряд постановлений, согласных с программой «Живой Церкви»: о введении брачного епископата, о разрешении второбрачия священнослужителям, о закрытии монастырей. Однако предложение Красницкого о дальнейших радикальных реформах церковной жизни (переход к «материалистическому христианству» и т. п.) не нашло поддержки у собора. Красницкий был возведён в сан «протопресвитера Российской Православной Церкви» и избран заместителем председателя Высшего Церковного Совета, пришедшего на смену Высшему Церковному Управлению, в котором представители «Живой Церкви» получили 10 мест, СОДАЦ — 6, СЦВ — 2.
Владимир Красницкий высоко оценил данный собор: «Группа „Живая Церковь“ победила и морально, и материально. Морально она продиктовала все работы Собора, материально — получила большинство мест 10 из 18 в новом Высшем Церковном Совете. За время собора она сплотилась, закалилась, окрепла и почувствовала свою силу». Однако СЦВ, СОДАЦ и сибирские обновленцы, стремясь к большему развитию церковных реформ, не были довольны собором.
27 июня 1923 года Патриарх Тихон был освобождён из-под ареста, вступил в управление Церковью. В своих антиобновленческих заявлениях он отметил желание обновленцев устранить всех несогласных провести реформы, толкающие Церковь к сектантству, их жажду выгоды, чинов и наград. Он отметил, что с помощью обмана и лжи деятели «Живой Церкви» неканонично и самочинно захватили в мае 1922 года высшую церковную власть, «чтобы насаждать всюду так называемую „Живую Церковь“». Послания Патриарха положили начало массовому возвращению из обновленческого раскола епископов, клира и мирян, что тоже не могло не ослабить «Живую церковь».

### Разрыв с обновленческим синодом и упадок
Для спасения обновленческого движения ОГПУ и Антирелигиозная комиссия ЦК РКП(б) приняли решение создать новый обновленческий орган, удалить наиболее одиозных, дискредитировавших себя в глазах верующих деятелей «Живой церкви» и привлечь в его состав больше архиереев старого поставления. 8 августа 1923 года на пленуме Высшего церковного совета были приняты постановления о роспуске всех обновленческих течений, в том числе «Живой церкви» и переименовании Высшего Церковного Совета в «Священный Синод Российской православной церкви» во главе с Евдокимом (Мещерским). В руководство обновленческого синода вошло немало бывших живоцерковников, однако сам Красницкий, имевший даже в обновленческой среде крайне одиозную репутацию, был устранён из центрального обновленческого руководства.
Красницкий отказался распустить «Живую церковь» и уехал в Петроград. В сентябре 1923 года в Петрограде он объявил о разрыве возглавляемой им «Живой Церкви» с обновленческим Священным Синодом, однако большинство членов «Живой Церкви» не пошли за Красницким, оставшись верными обновленческому Синоду. После этого «Живая церковь» превратилась в небольшую обновленческую группировку, пытавшуюся тем не менее бороться за контроль над обновленческими приходами в Петрограде. В январе 1924 года Красницкий был выдворен сторонниками обновленческого синода из Казанского собора, после чего «Живая Церковь» практически лишилась серьёзного влияния.

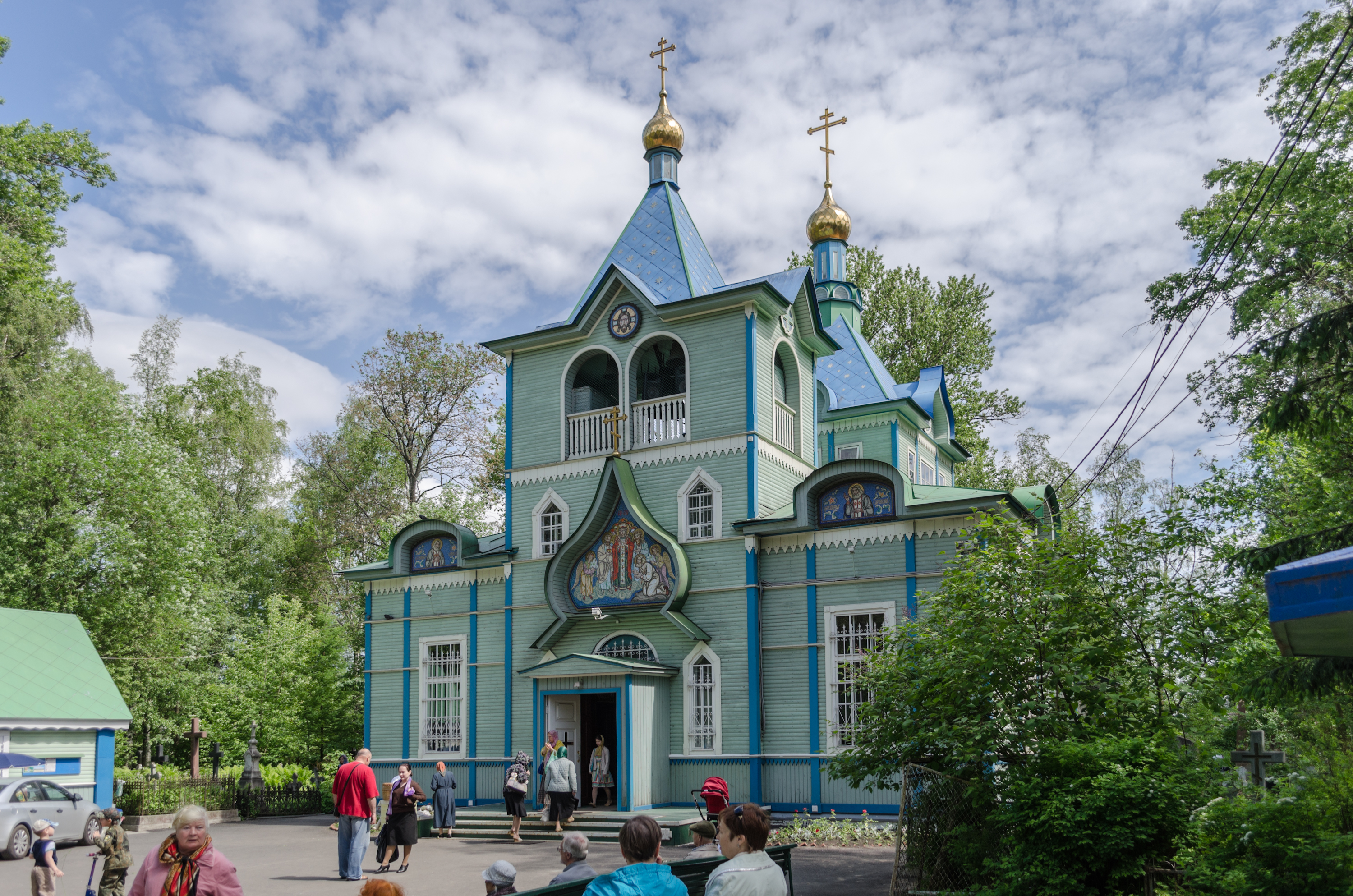
Серафимовская церковь на Серафимовском кладбище. Последний храм Живой церкви

Весной 1924 года ОГПУ и Антирелигиозная комиссия ЦК РКП(б) попытались использовать «Живую церковь» чтобы скомпрометировать Патриарха Тихона, организовав его «примирение» с Красницким и введя последнего в руководство Патриаршей церкви. По плану «разложения тихоновской церковной партии», изложенному Красницким в докладе ОГПУ, целью «Живой церкви» было «возродить… группу со своими групповыми епархиальными уездными и благочинническими комитетами и противопоставить тихоновским архиереям и благочинным… восстановить ту тактику, которая была в 1922 г.».
21 мая 1924 года Патриарх Тихон подписал постановление об образовании нового расширенного Синода и Высшего Церковного Совета, в который наряду со священнослужителями и мирянами, оставшимися верными Патриарху, вошли Красницкий и другие деятели «Живой церкви», выразившие согласие принести покаяние. Такое решение вызвало резкую критику со стороны клира и верующих, верных Патриарху Тихону, что усугублялось требованиями Красницкого предоставить ему должность заместителя председателя ВЦС и сохранить полученное в обновленчестве протопресвитерское звание. 9 июля 1924 года Патриарх Тихон наложил резолюцию о признании недействительным ранее изданного акта об образовании Синода и Высшего Церковного Совета. После того как в сентябре 1924 года Красницкий открыто признал провал своих попыток достижения соглашения с Патриаршей Церковью, «Живую церковь» покинули практически все бывшие сторонники.
С этого времени Красницкий служил по воскресеньям без диакона и псаломщика в Князь-Владимирском соборе Ленинграда. Всего в Ленинграде к «Живой Церкви» относилось не более 2-3 храмов и часовен. Сохранение «Живой Церкви» хотя бы и в качестве крайне незначительной организации было выгодно властям, которые продолжали рассматривать эту группу как угрозу для Церкви. В 1929 году у «Живой Церкви» осталась только Серафимовская церковь на Серафимовском кладбище Ленинграда. Некоторую солидность придавал служивший в церкви по праздничным дням архиепископ Иоанн Альбинский, однако в 1934 году и он покинул «Живую церковь», примкнув к обновленческому Священному синоду. Лишившись со смертью Красницкого в ноябре 1936 года руководителя, последняя живоцерковная община прекратила своё существование.

## Значение и оценки
«…умоляю вас, возлюбленные во Христе братья и сестры, а наипаче вас, пастыри и соработники на ниве Господней, отнюдь не следовать сему самозванному раскольническому соборищу, именующему себя „церковью живой“, а в действительности „трупу смердящему“, и не иметь какого-либо духовного общения со всеми безблагодатными лжеепископами и лжепресвитерами, от сих самозванцев поставленными»
Как среди современников, так и среди историков «Живая церковь» скомпрометировала себя тесным сотрудничеством с властями, в том числе ГПУ, доносительством и корыстолюбием. Как указано в книге «Очерки по истории русской церковной смуты»: «Предательство и карьеризм — воплощением этих главных пороков обновленчества была „Живая Церковь“». Слово «живоцерковник» стало использоваться как ругательство.
Руководители обновленческого раскола после 1923 года, обновленческий синод и местные обновленческие органы в дальнейшем старались всячески отмежеваться от «Живой церкви». Председатель обновленческого Священного Синода митрополит Вениамин (Муратовский) писал: «Живцы — элемент самый гадкий, несмотря на их немногочисленность, они и доселе, где только появляются, делают исключительно только одну гадость. Они, воистину, диаволы во плоти!». Неоднократно делались заявления о том, что все утверждения, появившиеся в 1922—1923 годы на страницах журнала «Живая Церковь» и вызывавшие «у некоторых верующих недоумения и сомнения», были лишь мнением группы «Живая церковь». Тем не менее, «в быту эпитет „живоцерковник“, как позорное клеймо, остался за обновленцами навсегда». Кроме того, как отмечалось в книге «Очерки по истории русской церковной смуты», «с уходом „Живой Церкви“ от власти не исчез её дух: этот тлетворный, смердящий дух карьеризма, пресмыкательства и сикофанства остался в обновленческом движении навсегда».